# تازه تپه مرنی
تازه تپه مرنی مربوط به سده‌های میانه دوران‌های تاریخی پس از اسلام - دوره صفوی است و در شهرستان نمین، بخش ویلکیج، روستای مرنی واقع شده و این اثر در تاریخ ۱۷ اسفند ۱۳۸۱ با شمارهٔ ثبت ۷۸۱۷ به‌عنوان یکی از آثار ملی ایران به ثبت رسیده است.